# Antti Aarne
Antti Amatus Aarne (Pori, 5 dicembre 1867 – Helsinki, 2 febbraio 1925) è stato uno scrittore e folklorista finlandese.

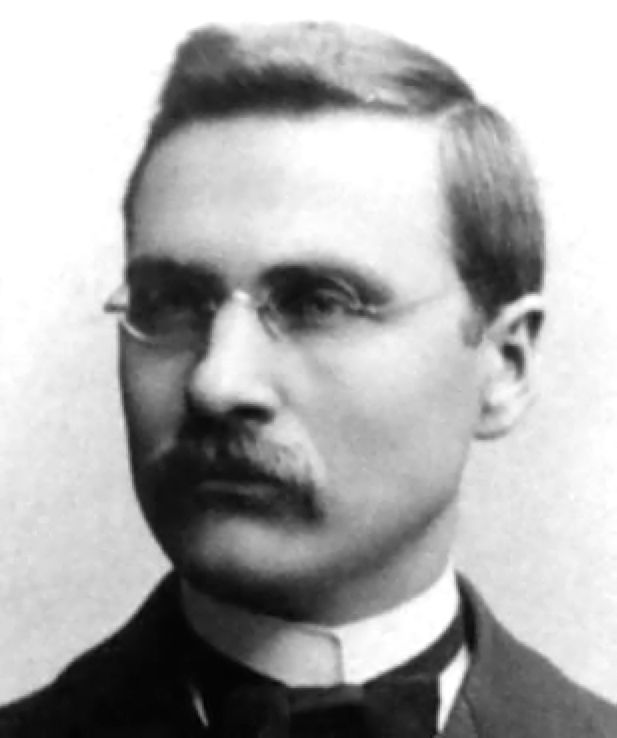
Antti Amatus Aarne

Il suo nome è legato soprattutto al sistema di classificazione di fiabe e racconti del folklore che porta il nome suo e di Thompson.
Fu il primo a proporre un sistema di classificazione rigido e analitico di fiabe e racconti del folklore che si basasse su un "indice dei tipi"; lo spunto da cui Aarne partì per questo tipo di classificazione del materiale narrativo fu il metodo utilizzato nell'ambito storico e geografico dal suo maestro Kaarle Krohn. 
La sua opera principale, Verzeichnis der Märchentypen è il testo nel quale enuncia la sua teoria per il metodo di classificazione suddetto; il libro fu poi ampliato e tradotto in inglese (con il titolo The Types of the Folktale) dal folclorista statunitense Stith Thompson, diventando così la colonna portante della scuola di studio finnico/americana su fiabe e racconti del folklore che sarebbe nata da esso e che costituirà una svolta decisiva nella storia dello studio comparativo del racconto popolare.
Dopo la pubblicazione del Verzeichnis, Aarne compose con lo stesso impegno numerose monografie su singoli racconti fiabeschi, analizzando con ricchezza di dettagli tutte le versioni conosciute, scritte ed orali, per giungere alla ricostruzione dell'archetipo di una fiaba.

## Opere
- 1910 – Verzeichnis der Märchentypen («La tipologia della fiaba»)